# 泥炭沼地

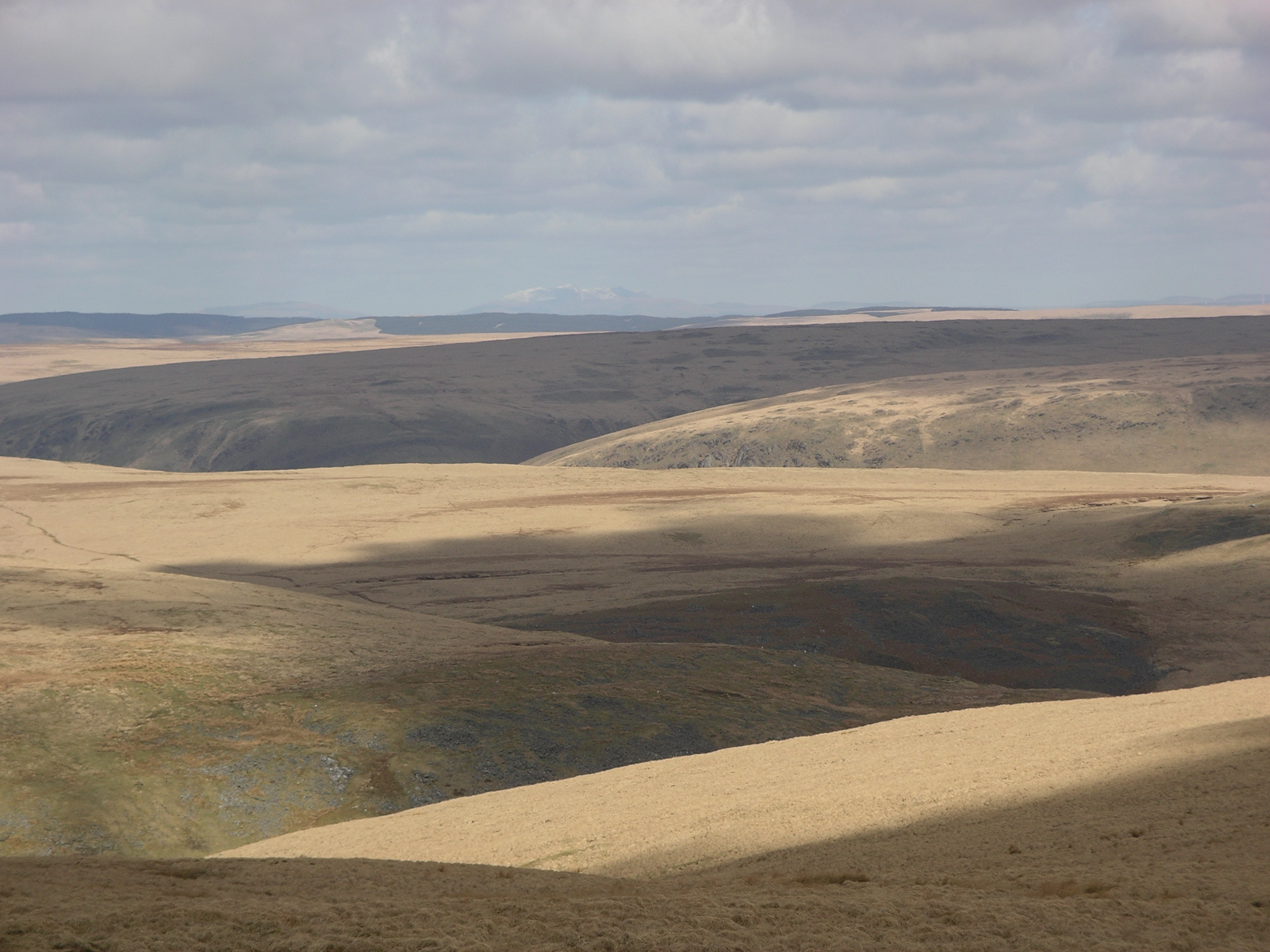
威尔士荒地中广阔的高沼地

泥炭沼地（英語：Moorland），即矮叢沼，是在温带草原，热带稀树草原，灌木地，山地草原和灌木丛生物群落的山地地区发现的一种栖息地，其特征是在酸性土壤上生长的植物。如今，高沼地通常是指未经耕种的丘陵土地（例如英格兰达特穆尔），但也有低洼的湿地（例如和前者都在英格兰西南部的萨默塞特郡的塞奇高沼）。它与石楠荒原息息相关，尽管专家们在精确区分这两种植被方面存在分歧。通常，海拔和降雨量较高的地方叫高沼地，而石楠沼泽是更可能由人类活动(人为石楠荒原)产生的较低地带的那种。高沼地主要在热带非洲，北欧和西欧以及新热带界。世界上大多数的高沼地都是非常多样化的生态系统。在热带大草原上广泛分布的高沼地，生物多样性可能非常高。沼地还与苔原（地下土壤是多年冻土或永久冻结的土壤）有关系，体现为苔原和天然树木地带。苔原和之间的边界随着气候变化而不断变化。

## 石楠高沼

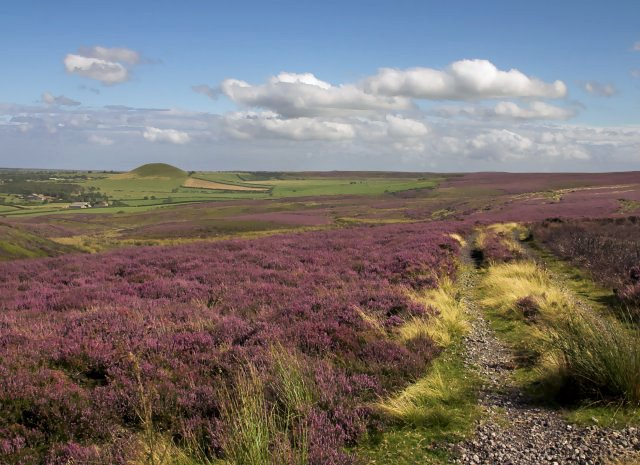
北约克郡沼泽地带的石楠沼泽，主要由帚石楠组成

石楠荒地和荒地是不列颠群岛最广泛的半自然植被地貌。不列颠东部的荒原与石楠荒原相似，但有泥炭覆盖。在西部沼泽上，泥炭层可能厚几米。
苏格兰语的“muirs”通常是指石楠沼泽，但也泛泛的包含草，羊胡子草，苔藓，蕨类和灌木丛（如岩高兰），而长着泥炭藓的更湿的沼泽地上的草藓算入酸沼这类当中。
关于人类活动造成多少尚不确定。奥利弗·拉克汉姆写道，花粉分析表明，某些荒原（例如在苏格兰的岛屿或苏格兰最北部）显然是自然的，从未有过树木而奔宁山脉的许多荒原地区则在中石器时代造林。多少森林消失是由气候变化引起的，多少是由人类活动造成的，尚不确定。

## 生态学特征
在全世界的高沼中，栖息地多种多样。 因土壤和微气候的特色很强，故其中的特有种很常见。比如英格兰的埃克斯摩尔就出产一种在其严酷环境下出现的埃克斯摩尔马。
在欧洲，与高沼相关的动物相里包含红松鸡、白尾鹞、灰背隼、欧金鸻、白腰杓鹬、云雀、草地鹨、草原石䳭、环颈鸫、黄嘴朱顶雀等鸟类。而别的生物支配了欧洲以外的高沼。因欧洲较冷，故此处高沼难见爬行动物，尽管别处高沼都有许多爬行动物，但欧洲的高沼仅有极北蝰。
青蛙等两栖生物是高沼的象征物。当高沼的地力被畜牧过度透支时，木本植物多会消亡，只剩粗砺、惹人生厌的禾本科植物和蕨类，生物相会大大退化。

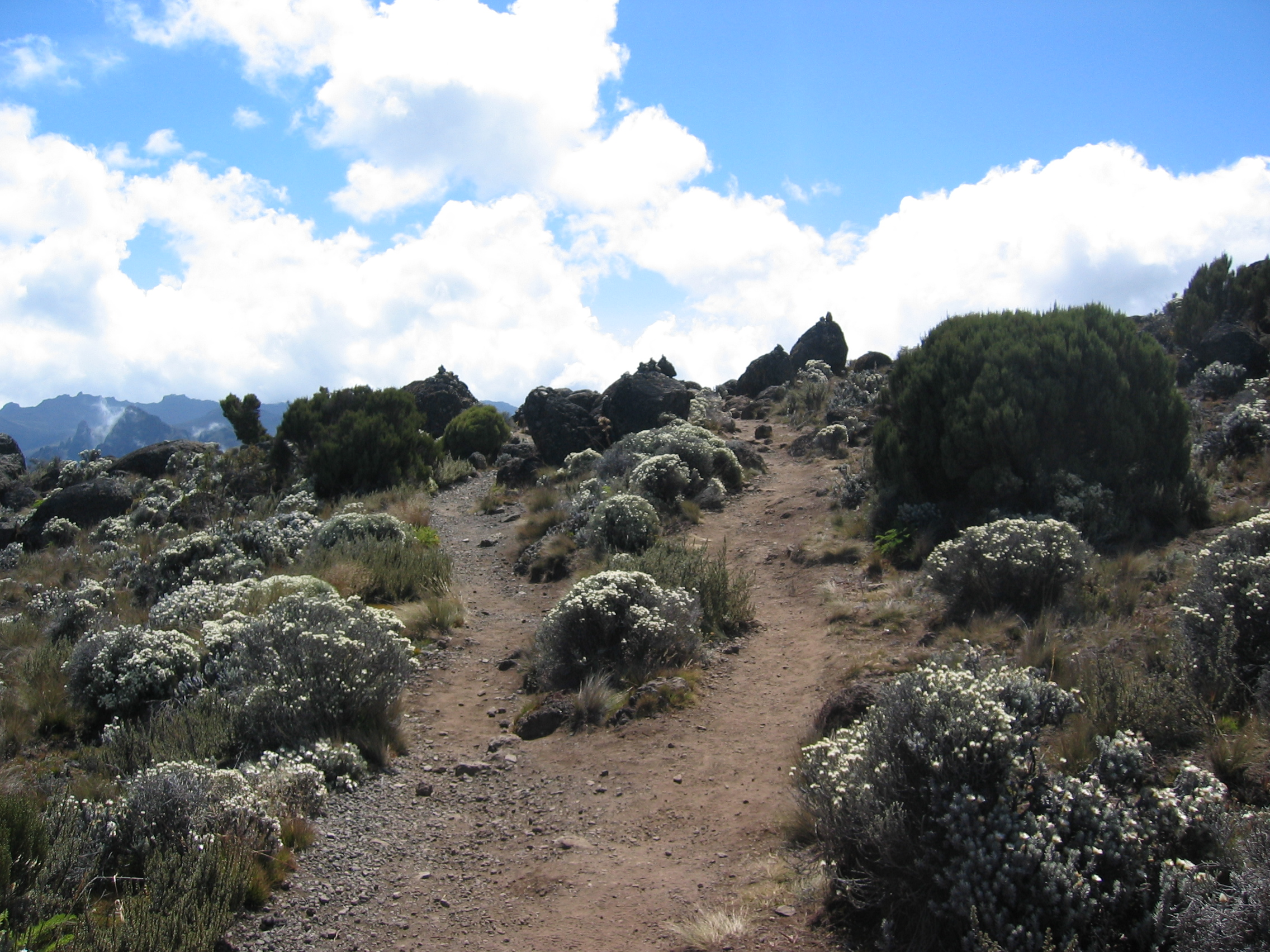
乞力马扎罗山的高沼

羊会在一部分山丘上繁殖，如苏格兰黑面羊和朗克羊，只要海拔合适，它们就能在石楠沼泽上大量繁殖。